# پرکد
پرکد (به مجاری:  Pereked) یک شهرداری در مجارستان است که در ناحیه پچ واقع شده‌است. پرکد ۶٫۷۴ کیلومتر مربع مساحت و ۱۸۶ نفر جمعیت دارد.